# Apatophysis margiana
Apatophysis margiana är en skalbaggsart som beskrevs av Semenov och Schegoleva-barovskaya 1935. Apatophysis margiana ingår i släktet Apatophysis och familjen långhorningar. Inga underarter finns listade i Catalogue of Life.